# Post (Teksas)
Post – miasto w Stanach Zjednoczonych, w stanie Teksas, w hrabstwie Garza. W 2000 roku liczyło 3 708 mieszkańców.